# Новосёлки (Камень-Каширский район)
Новосёлки (укр. Новосілки) — село в Маневичской поселковой общине Камень-Каширского района Волынской области Украины.
До 2020 года входило в Маневичский район.
Код КОАТУУ — 0723683002. Население по переписи 2001 года составляет 484 человека. Почтовый индекс — 44652. Телефонный код — 3376. Занимает площадь 1,58 км².